# 토미타 야스코
토미타 야스코(Yasuko Tomita, 1969년 2월 27일 ~ )는 일본의 배우이다.
시메정에서 태어났다.

## 방송
- 나의 가정부 나기사 씨
- 레 미제라블 끝나지 않는 여로
- 학교에 갈 수 없었던 내가 '아노하나'와 '코코사케'를 쓰기까지
- 우에키 히토시와 노보세몬
- 도망치는건 부끄럽지만 도움이 된다

## 영화
- 사랑노래: 약속의 나쿠히토 - 이토 사와 역
- 시삼